# 桜田です!
『桜田です!』（さくらだです）は、2015年2月1日から毎日新聞朝刊にて連載されている4コマ漫画作品。作者はいしかわじゅん。

## 概要
1974年6月16日から2014年12月31日まで40年余りにわたって連載されていた『アサッテ君』（東海林さだお作）に替わる毎日新聞朝刊の4コマ漫画として連載が開始された。2022年1月24日掲載分で2379回。
作品の舞台となるのは東京の郊外にある「むさしの町（ちょう）」で、同町に住む「桜田（さくらだ）一家」が登場人物。家族構成は両親と小学生の姉弟に猫1匹という設定。いしかわは本作が全国紙の4コマ漫画は初めてとなる。
連載開始から、最終面から1面前のページの左上に掲載されていたが、1426回（毎日新聞朝刊2019年4月3日付）からは掲載位置が最終面から2面前のページ、かつ右上部に移動した。
毎年7月1日から14日までは、作者の夏休み期間として休載する。

## 登場人物

### 桜田家
桜田 ヨシユキ
桜田家の大黒柱。サラリーマン。
漫画の仕事で忙しい妻に代わって家事をすることが多く、料理が得意。その腕前は学生の頃トンカツ屋のバイトで磨いたという。その一方でコーヒーを淹れて飲むと、誰しも、淹れた本人でさえも倒れてしまう。
すべり台を滑り降りられないほどの高所恐怖症。
桜田 ヒロコ
ヨシユキの妻。漫画家で、華小路夢香（はなのこうじ ゆめか）というペンネームでラブストーリーの漫画を描いている。締め切りに追われて徹夜になったり、生活が不規則になりやすいので、朝や日中は寝てることが多かったり、料理中に寝たりと、いつでもどこでもすぐ寝られる。
愛知県出身。
桜田 カレン
桜田家の長女。小学6年生。
大食いで、午前の授業中に父の作る大きなお弁当を食べたり、近所の相撲部屋にお邪魔してちゃんこをご馳走したりしている。
桜田 ハル
桜田家の長男。小学3年生。
正ちゃん
桜田家の飼い猫。顔が白黒に八割れしている。知り合いの家で生まれた4匹のうち、一番ハンサムだったのを桜田家が引き取った。
本名は「正太郎（しょうたろう）」。名前の由来は、桜田家が候補の名前を縦書きで紙に書き出し、近所の人に見せてこれがいいと思った名前の上に正の字で票を入れてもらった。結果、「太郎」が最も多い５票で、「太郎」の上に「正」の字ができたので、繋げて「正太郎」となったというもの。彼自身は鉄人28号の金田正太郎が由来だと猫の仲間に説明している。
猫じゃらしにじゃれないなどと猫の本能に抗おうとするも、今まで一度も抗えたことはない。
モデルは作者いしかわじゅんの飼っていた猫。
桜田 ナベ
カレン、ハルの祖母で、ヨシユキの母。
陶芸家。巨大で奇抜な造形の陶芸作品を作ることで高く評価されており、近いうち人間国宝に認定されるのではと囁かれている。度々陶芸コレクターが忍び込んできて、作った茶碗を1億円で買い取ろうと交渉するが、ことごとく桜田家のものになっている。自身の作品に対する姿勢は厳しく、窯から取り出して気に食わない作品は、その場で割ってしまう。
若い頃は海外住まいが長かったらしく、そこでフランスの料理を習得した。
桜田家の近所にある大きな邸宅に住んでいて、春は庭園の桜が満開になる。しかし、あまりにもその庭園が広すぎるので、度々遭難者が発生する。

### ヨシユキの会社仲間
太郎
アフロヘアーの男性。ヨシユキとは小学校の同級生で、ヨシユキの勤める会社の社長。
部長
中年の男性。猫好きで、猫カフェの常連。ヨシユキによくその会話をする。
小留（オトメ）課長
初老の男性。会社のOLと話を弾ませたり、路傍の花を愛でたりと心は乙女であるが、風呂から上がった後に裸でいたり、家族にはよく叱られたりと、家ではおおよそ乙女らしくない。

### お母さんの同業者
高宮麗華先生
代表作は「風と炎の輪舞曲（ロンド）」。
一条さやか先生
代表作は「ギヤマンの風」。
山田よし子先生
代表作は「イタチのプー助」。

### カレン・ハルの先生
以下の2人は共に行動することが多いが、スキンヘッド、三白眼かつ強面のため、街を歩けば皆からヤクザと思われ恐れられる。それとは裏腹に手芸が得意で、手芸クラブの顧問をしている。
黒井先生
鼻が丸い方。ハルの担任。趣味はコーヒーを淹れることで、よく大山珈琲店に足を伸ばしている。苦手なものはセロリと注射。
贔屓にしている歯科医の小百合さんに好意を持っており、交際している。
黒岩先生
鼻がとんがっている方。カレンの担任。いつも黒の背広を着ていて、それを20着ほど持っている。

### カレン・ハルのクラスメイト
山嵐くん
カレンと同じ学年のイケメン。カレンの口元にご飯粒がついているのを指摘した。
山下くん
カレンのクラスメイトで、四角いメガネをかけた男の子。成績トップ。
カレンと共にクラス委員に立候補し、多数決の結果クラス委員になった。
野中君
ハルのクラスメイトで、ビン底メガネをかけた男の子。成績優秀。兄が1人いて、彼もビン底メガネをかけている。
早川 小夏
つり目で無口な女の子。2016年4月7日掲載分でハルのクラスに転校して来た。
むさしの町で焼きそば屋台を営む父との二人暮らし。それまでは様々な町を転々としていた。
むさしの町の縁日でお好み焼き屋台を開いたとき、初めてハルと知り合う。その後、ハルがスキー場に来ていたときに再び会って、ハルとは仲良しになった。このこともあってか、むさしの町に来て良かったと思っている。
店では会計を担当しているため、算数が得意。
2020年のコロナ禍で商売ができなくなるが、当面の生活に困らないほどのヘソクリを貯めこんでいたなど、父に代わって家計を預かるしっかり者である。

### 村田家
桜田家の裏のお屋敷に住む夫婦。
村田さん
無口・無表情の初老のセレブ。ゴミの出す日を知らなかったが、桜田家のお母さんに教えてもらい、以来いいご近所さんとして付き合っている。
桜田家で焼き芋をいただいて以来、焼き芋が好きなよう。
若い頃はフィギュアスケートをやっていて、オリンピックではないが大会に出場経験がある模様。
村田春夫
村田さんの旦那で、赤白歌合戦で毎年大トリを務める国民的演歌歌手。
演歌歌手としてはいつもかつらとメイクで若造りをするため、そうでないときは演歌歌手だと皆気づかない。
元々はいしかわの過去作『約束の地』に登場したキャラクターで、派手な衣装や「お客様は皆の衆です」という決め台詞などは村田英雄と三波春夫のパロディ。
村田家の使用人
村田家の3人組の家政婦。ちゃっかりした性格で、村田さんが何かを始めようとすると勝手に作業を取り上げてしまい、自分達が役得を得ようとする。

### 力士たち
主に鯖之海（さばのうみ）部屋所属の力士たち。
入門した力士は皆「でゴンス」という語尾をつけるようになる。見学者が来た時には、まわし一丁だけになったり、ちゃんこをモリモリ食べることをしているが、普段は寒がりなので上着も着たり、洋食も食べているようである。
カレンとハルは時々見学に来る。
山下さん
2016年4月7日掲載分にて桜田家の向かいに越して来た力士。
鯖の富士
鯖之海部屋の横綱。コーヒー豆を挽くのが好き。
鯖の岩
幕下。趣味はポエムで、稽古を抜け駆けして近所の道端でポエムを書いた色紙を売っていた。
鯖の川
幕下。趣味は漫画を描くことで、よく同人誌に載せる漫画を描いている。
寺田山
トキワ部屋の力士。彼も漫画を描くのが好きで、鯖の川と意気投合して合作の同人誌を出すことになった。

### むさしの町の人々
鈴木さん
2015年3月17日掲載分に、桜田家の３軒隣に越して来た男性。太っているため、桜田家のお母さんから力士と間違われた。
西脇家
桜田家の近所に住んでいる、桜田家の知り合い。皆肥満体型で顔立ちが似ている。
小夏のお父さん
むさしの町で焼きそば・お好み焼き屋台を営む。子供心に配慮しない酒飲みのダメオヤジで、小夏がもらった食べ物や服を自分のものにしてしまうことが多い。2020年のコロナ禍で商売ができなくなり生活苦に陥るが、自らの遊興のため小夏の貯めたヘソクリを捜索するも見つけられていない。
カメちゃん
桜田ナベの昔からの親友。無口で、呼びかけられて反応するまで4コマ費やすなど、反応に時間がかかる。
目のまわりのシワを伸ばすと、可愛い目が現れる。
大山 勝一
純喫茶・大山珈琲店のオーナー。初老で丸メガネをしている。
ネルドリップで淹れるコーヒーに情熱を淹れていて、その腕前の評価は高い。
主要人物がよく訪れるが、桜田家に対しては、軽食等がメニューにないことを知らずにナポリタンなどを注文したり、コーヒーの味をよく分かってくれないため、来店するたびに辟易したり落胆したりしている。
小百合（サユリ）さん
歯科医の女性。よく黒井先生の診察・治療を担当しており、黒井先生に好意を持たれており、交際している。
交際している黒井先生に料理を振る舞うこともあるが、料理の味は今一つなよう。
柏鵬堂（はくほうどう）のオーナー
鍼・整体を営む、スキンヘッド・丸グラサンの男性。
大福屋のおっちゃん
ねじり鉢巻をしている。塩大福に、作る時に出る汗を配合しているという。
ケーキ屋と隣同士。
ケーキ屋のおじさん
コック帽に三角メガネをしていて、ざます口調で喋る。
大福屋と隣同士。
コンドーくん
2020年11月24日掲載分にて出てきた坊主頭の少年。真冬でもランニングシャツを着ている。
両親も真冬に袖のない薄着を着ている。

### その他
アマビエ
疫病退散にご利益があるとして、新型コロナウイルス流行下で流行している妖怪。
2020年3月20日掲載分では絵として描かれていただけだったがその後、実体として登場し、桜田家やむさしの町に出没している。
ヨゲンノトリ
疫病退散にご利益があるとして、新型コロナウイルス流行下で流行している妖怪。
アマビエ同様に実体としてむさしの町に出没するが、その予言は明日の天気であったり夕食のメニューであるなど、大した内容ではない。